# Oakwood metróállomás
Az Oakwood a londoni metró egyik állomása az 5-ös zónában, a Piccadilly line érinti.

## Története
Az állomást 1933. március 13-án adták át Enfield West néven a Piccadilly line részeként. 1934. május 3-án átnevezték, és a Enfield West (Oakwood) nevet kapta. Mai nevét 1946. szeptember 1-jétől viseli.

## Forgalom
| Járat | Útvonal | Gyakoriság     |
| ----- | --- | -------------- |
|       | Cockfosters – Oakwood – Southgate – Arnos Grove – Bounds Green – Wood Green – Turnpike Lane – Manor House – Finsbury Park – Arsenal – Holloway Road – Caledonian Road – King’s Cross St. Pancras – Russell Square – Holborn – Covent Garden – Leicester Square – Piccadilly Circus – Green Park – Hyde Park Corner – Knightsbridge – South Kensington – Gloucester Road – Earl’s Court – Barons Court – Hammersmith – Turnham Green – Acton Town (– tovább Uxbridge, Heathrow felé) | 2-3 percenként |

## Átszállási kapcsolatok
| Állomás | Átszállási kapcsolatok |
| ------- | ---------------------- |
| Oakwood | Helyi buszok (Oakwood) |

## Fordítás
- Ez a szócikk részben vagy egészben  az   Oakwood tube station című angol Wikipédia-szócikk fordításán alapul.  Az eredeti cikk szerkesztőit annak laptörténete sorolja fel. Ez a jelzés csupán a megfogalmazás eredetét és a szerzői jogokat jelzi, nem szolgál a cikkben szereplő információk forrásmegjelöléseként.